# Serendipity (折笠富美子のアルバム)
『Serendipity』（セレンディピティー）は、折笠富美子の4枚目のオリジナルアルバム。2009年3月25日にジェネオン・ユニバーサル・エンターテイメントから発売された。

## 概要
前作『うららかeasy』から1年4ヶ月ぶりのリリース。セルフプロデュースであった前作と変わり、全曲の作曲・編曲を含めた総合プロデュースを渡辺剛が担当している。キャッチコピーは「君の胸にも息づいているファンタジー」。

## 収録曲
- 全作曲・編曲：渡辺剛

1. Garden [5:16]
作詞：折笠富美子
2. PEANUTS MIND [4:26]
作詞：折笠富美子
3. Lady Wendy [5:03]
作詞：折笠富美子
4. 君の夢 僕の愛 [5:19]
作詞：うらん
5. ずっと、ずっと [4:54]
作詞：くまのきよみ
  - OVA『苺ましまろ encore』エンディングテーマ
6. Sentence [5:06]
作詞：折笠富美子
7. 晨星 [4:42]
作詞：折笠富美子
8. Promenade [5:14]
作詞：折笠富美子
9. 四月の風 [4:32]
作詞：うらん
10. Tomorrow [7:16]
作詞：折笠富美子・渡辺剛